# Huening Bahiyyih
Bahiyyih Jaleh Huening (hangul: 바히에 잘레 휴닝, Seul, 27 de julho de 2004), referenciada apenas como Huening Bahiyyih (hangul: 휴닝바히에; hanja: 休宁巴伊叶), é uma cantora coreana-americana. É integrante do grupo feminino Kep1er, formado em 2021 através do reality show de sobrevivência da Mnet, Girls Planet 999, no qual alcançou o segundo lugar do ranking.

## Biografia
Bahiyyih nasceu em Seongbuk-gu, Seul, Coreia do Sul. Durante seus primeiros anos, viveu em Pequim, China, e em 2009 estabeleceu-se em Seul, onde cresceu. É filha mais nova do cantor e personalidade de TV americano baseado no Brasil e na China, Nabil David Huening e sua ex-esposa coreana Jung Yeon-ju.
Sua irmã mais velha, Lea Huening, é uma personalidade da mídia e ex-integrante do grupo feminino VIVA, enquanto seu irmão mais velho, Huening Kai, é membro do grupo masculino TXT.

## Carreira

### Pré-estreia
Em 2019, Bahiyyih se tornou aluna da Main Vocal Academy. Mais tarde, ela passou em uma audição para a FNC Academy, e recebeu um curso de dança profissional de cinco meses. Participou depois no espetáculo “3rd Beautiful and Heartbreaking Concert” da LOVE FNC (fundação sem fins lucrativos da FNC), realizado no Ilji Art Hall em Gangnam-gu, em Seul, junto com Eunchae do LE SSERAFIM.
Bahiyyih também se tornou aluna da SMMA Academy, uma academia de dança que prepara seus alunos para audições. No início de 2020, a SMMA Academy anunciou em sua página do Facebook que Bahiyyih havia passado na primeira rodada de testes para a YG Entertainment e BELIFT LAB. No entanto, sua irmã confirmou mais tarde que ela não havia ingressado em nenhuma das agências.
Bahiyyih revelou no programa “Idol Babysitter, Bomi” que ingressou na Cube Entertainment e treinou por cerca de um ano, antes de deixar a empresa e ingressar no Girls Planet 999 como estagiário independente. 

### 2021-atualmente: Girls Planet 999, Kep1er
No dia 2 de julho de 2021, uma notícia divulgada pela Daum News confirmou a participação de Bahiyyih como concorrente no novo reality show da Mnet, Girls Planet 999.
Seu perfil oficial foi divulgado em 17 de julho de 2021. O programa foi ao ar no dia 6 de agosto e terminou no dia 22 de outubro de 2021.
Em 19 de outubro de 2021, a IST Entertainment confirmou que Bahiyyih estava sob a empresa, pedindo no Twitter para votar nela.
Na final do show, foi revelado que ela alcançou o segundo lugar, tornando-a integrante do Kep1er.
No dia 3 de janeiro de 2022, Bahiyyih se estreou com o grupo com o lançamento do primeiro álbum First Impact.

## Educação
- Escola de Ensino Fundamental Anam de Seul
- Escola Secundária Feminina Sungshin
- Lila Art High School (Departamento de Conteúdos de Música Visual/Graduação)